# Tossal de la Collada
El Tossal de la Collada és una muntanyeta de 671,4 m. alt. a l'antic terme de Sant Romà d'Abella, actualment pertanyent al municipi d'Isona i Conca Dellà, al Pallars Jussà. Està situada a prop i al sud-oest del poble de Sant Romà d'Abella, a mig camí de l'ermita de la Mare de Déu de les Esplugues.